# Галеон
Галео́н (ісп. galeón) або галіо́н (фр. galion) — великий багатопалубний вітрильний корабель XVI—XVIII століть з достатньо сильним артилерійським озброєнням, який використовували як військове, так і торговельне судно. Часто його оформлювали гальюном.

## Етимологія
Іспанське galeón, очевидно, утворене від galea (від сер.-грец. γαλέα — «корабель на зразок галери») доданням збільшувального суфікса -on. Грецьке слово γαλέα, що вживалося щодо веслово́го судна візантійського флоту, можливо, пов'язане з γαλέος («супова акула»).

## Історія
Галеон — один з найдосконаліших типів вітрильних суден, що з'явився в XVI столітті. Такий тип корабля виник у результаті еволюції каравел і карак та призначався для дальніх океанських подорожей. Спочатку галеони використовували тільки іспанці, проте незабаром й інші європейські країни: Англія, Швеція, Голландія, Франція, Португалія та інші, почали будувати та використовувати їх. Галеони різних країн мали спільні конструктивні елементи, але у них також було безліч відмінностей як у дизайні, так і в конструкції.
Поступово замість галеонів почали використовувати лінійні кораблі та фрегати, але галеони продовжували використовувати до XVIII ст.

## Конструкція

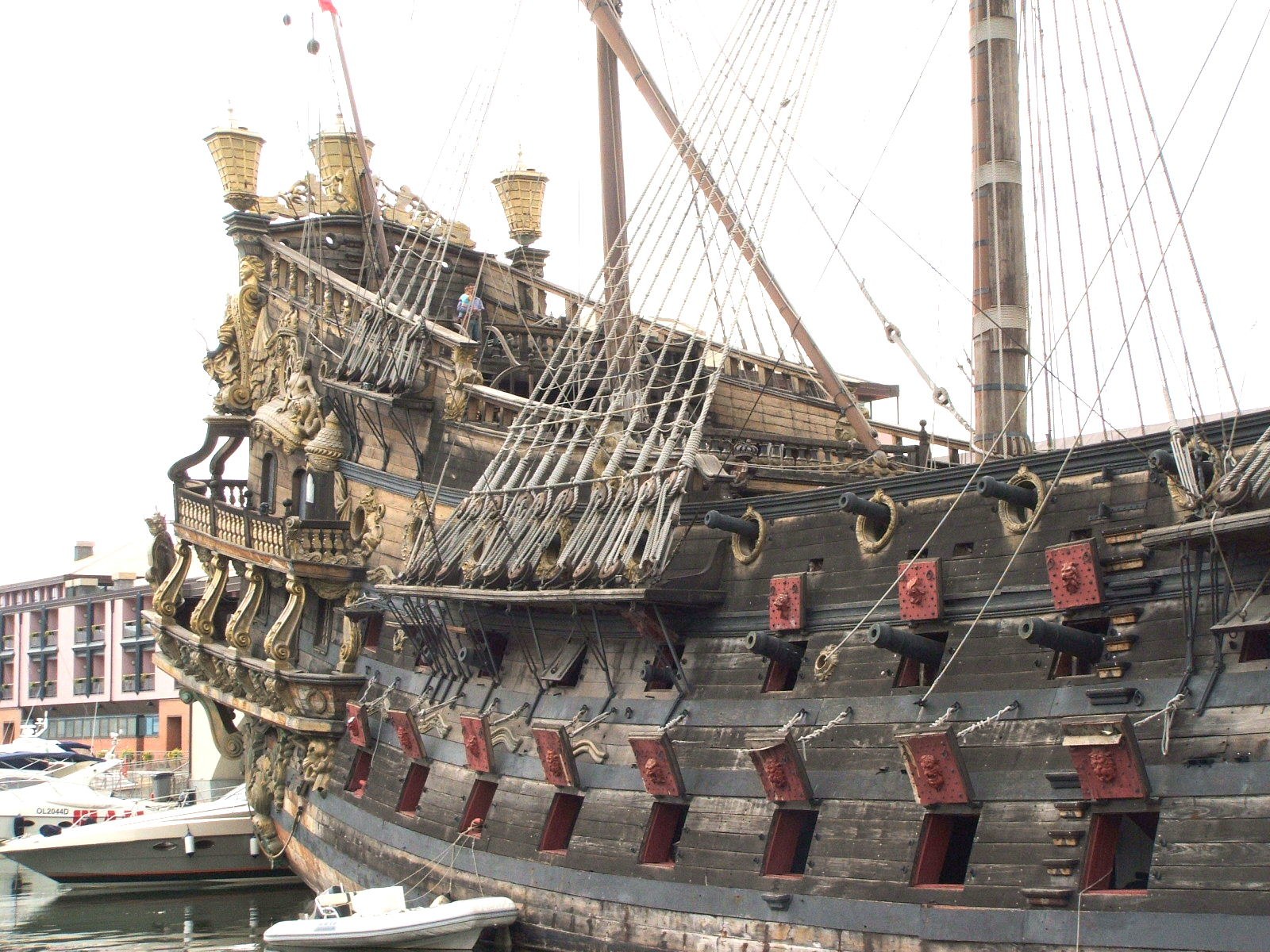
Ахтер-кастель, кормова галерея і гарматні порти трищоглового галеона «Нептун»

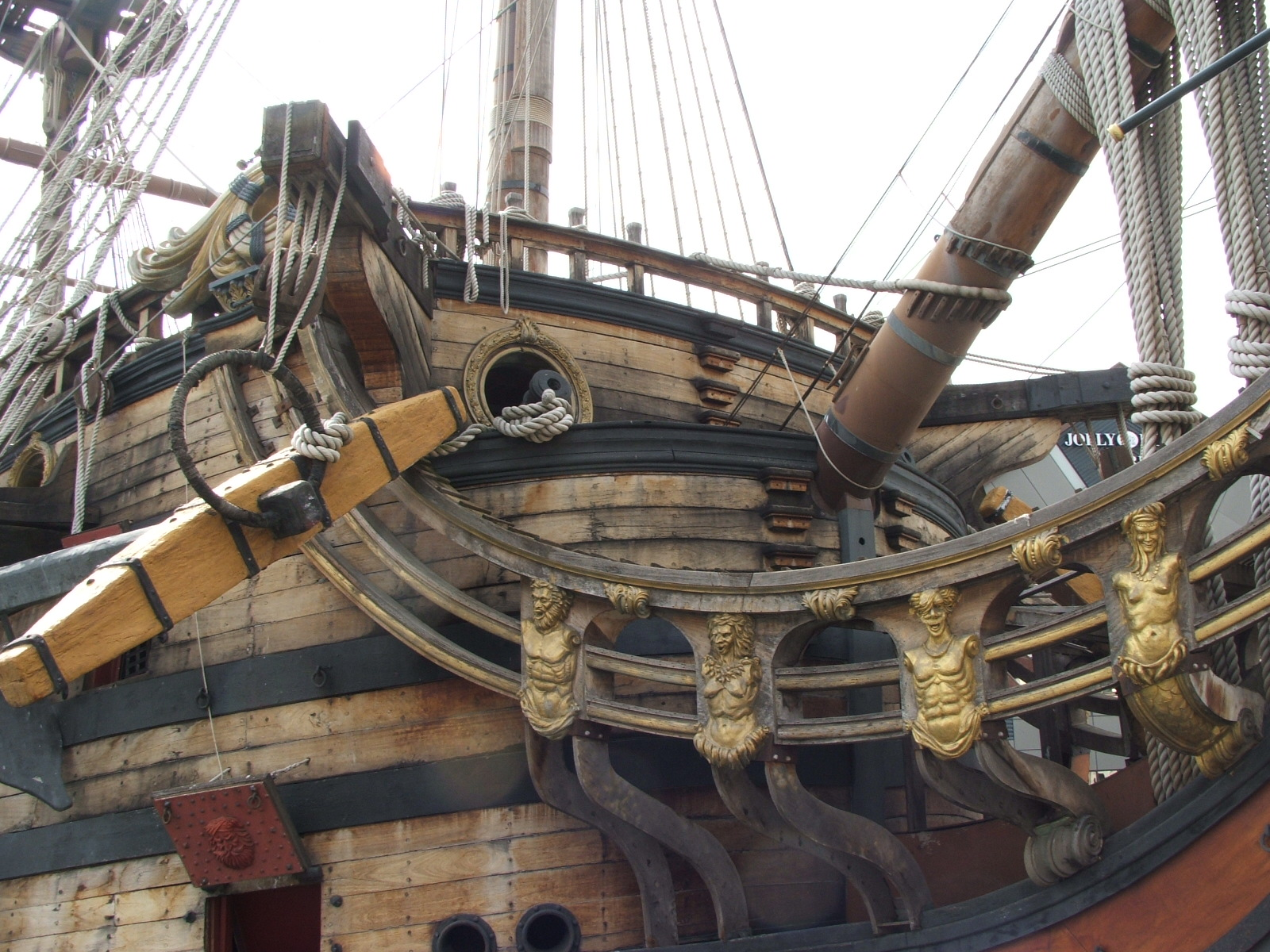
Форкастель, кат-балки, бушприт і гальюн галеона «Нептун»

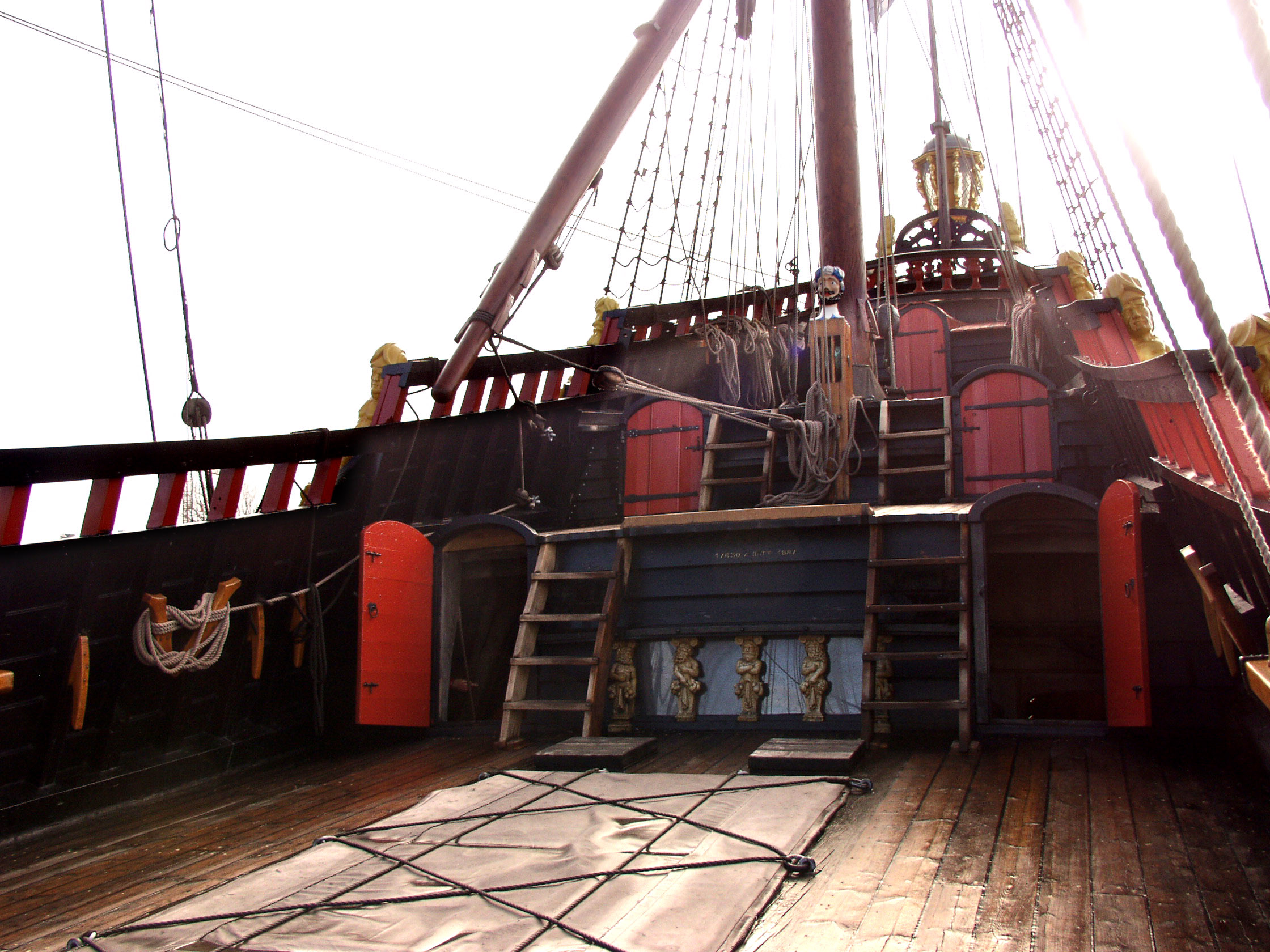
Шканці, ют і пів'ют галеона «Батавія»

Галеон відрізнявся від попередників тим, що був довшим, ніж вони, з прямокутною кормою замість круглої, і містив на носі таран з морською фігурою (сиреною), який згодом трансформувався у гальюн, який виступав уперед нижче рівня бака. Зниження бакової надбудови та видовження корпусу сприяло збільшенню стійкості й зниженню хвилевого опору, внаслідок чого виникло швидше та маневреніше судно, ніж його попередники. Корпус галеона будувався з твердих порід дерев. Водотоннажність доходила до 500 тонн (у манільських галеонів — до 2 000 тонн).
Галеон класичної конструкції (друга половина XVI—XVII століття) мав характерний високий ахтер-кастель, у якому ступінчасто розташовувалися кілька палуб (шканці, ют, пів'ют). Борти корабля круто розширялися від кіля до вантажної ватерлінії, після чого так само круто загиналися досередини. Така конструкція підвищувала загальну міцність корпусу, збільшувала вантажність, утрудняла абордаж з ворожого корабля, і крім того, пом'якшувала удари хвиль: вони спрямовувалися догори, втрачаючи ударну силу. На кормі розташовувалася відкрита або закрита галерея. Форкастель (бак), на відміну від форкастеля карак, був невисоким і не виступав вперед за форштевень. Галеон, залежно від розмірів і призначення, мав від 2 до 7 палуб. Ранні галеони мали кілька десятків гармат, на пізніших їхнє число перевищувало 100. Гармати розміщалися по бортах на кількох палубах; для стрільби з них були прорізані гарматні порти, крім того, у верхній частині бортів були бійниці для стрілецької зброї (мушкетонів).

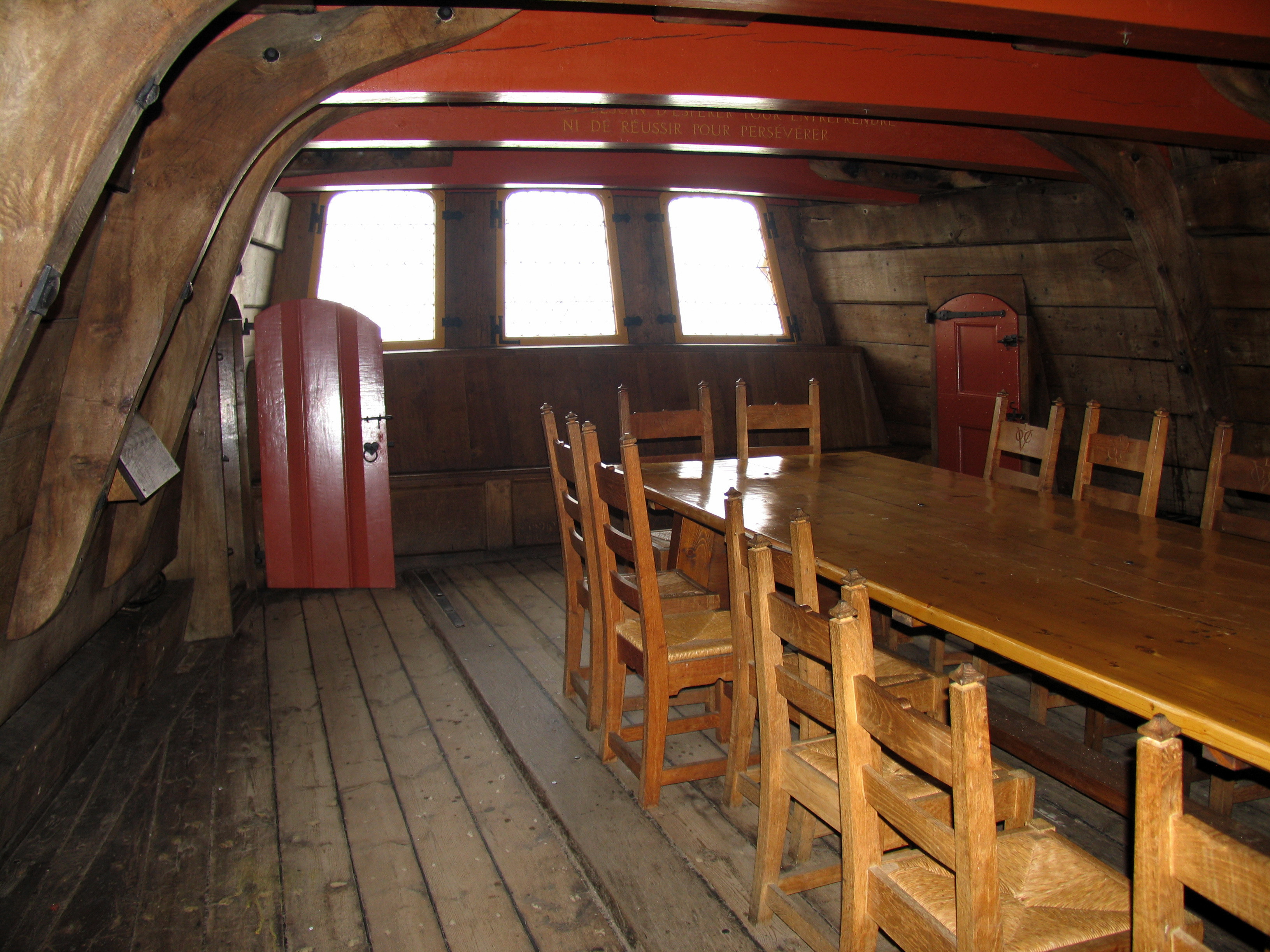
У кают-компанії «Батавії», з дверима на кормові галереї

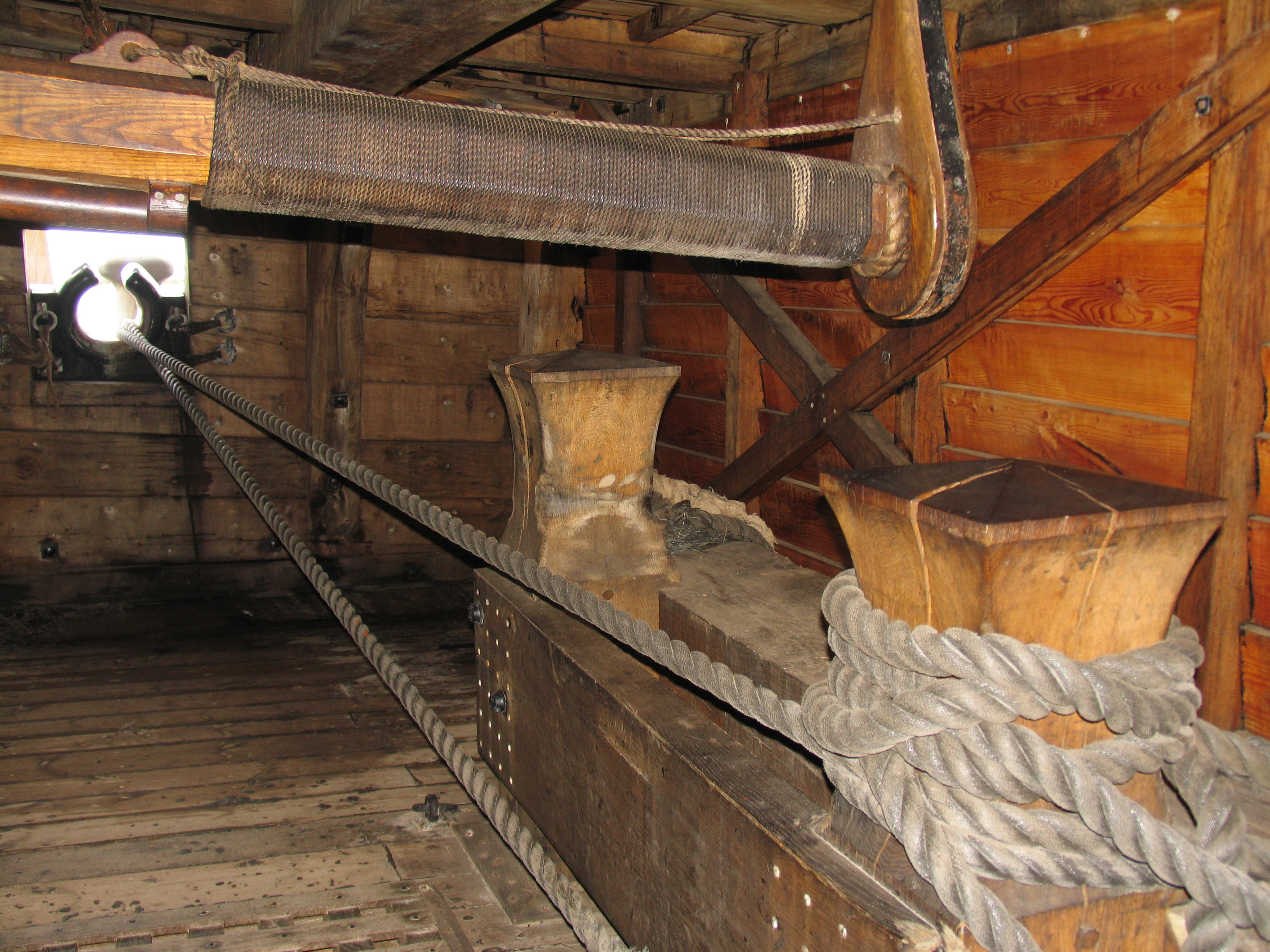
Кінець колдерштока, румпель, швартов на кнехті й швартовний клюз «Батавії»

Корабель мав 3-4 щогли: фок- і грот-щогли мали пряме вітрильне озброєння (фок, грот, марселі і брамселі), а бізань- і бонавентур-щогли — латинське. На бушприті встановлювалося ще одне пряме вітрило — блінд, у пізніших галеонів з'являється і блінда-стеньга з вітрилом. Використовувалися галеони і як торгові, і як військові судна. Галеон став прототипом всіх прямовітрильних суден наступних двох з половиною століть, включаючи пізніші кораблі з повним вітрильним озброєнням.

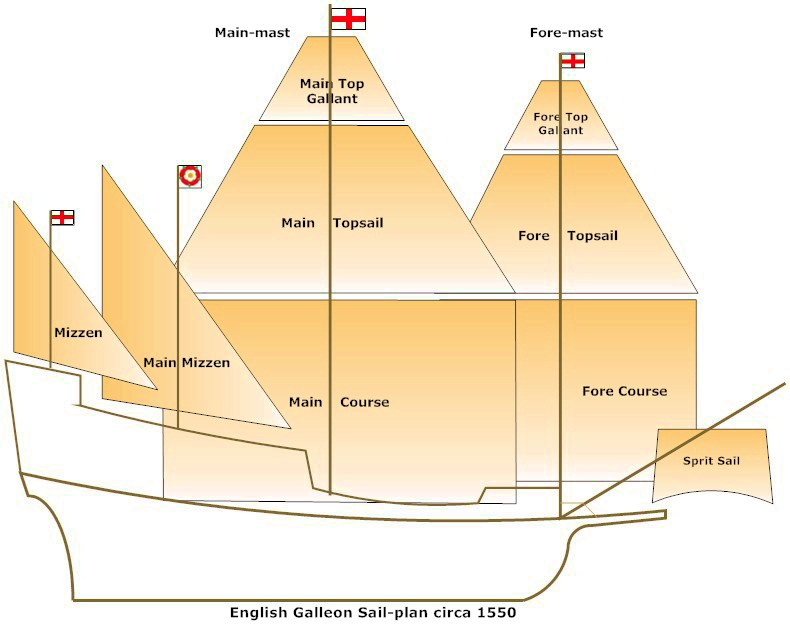
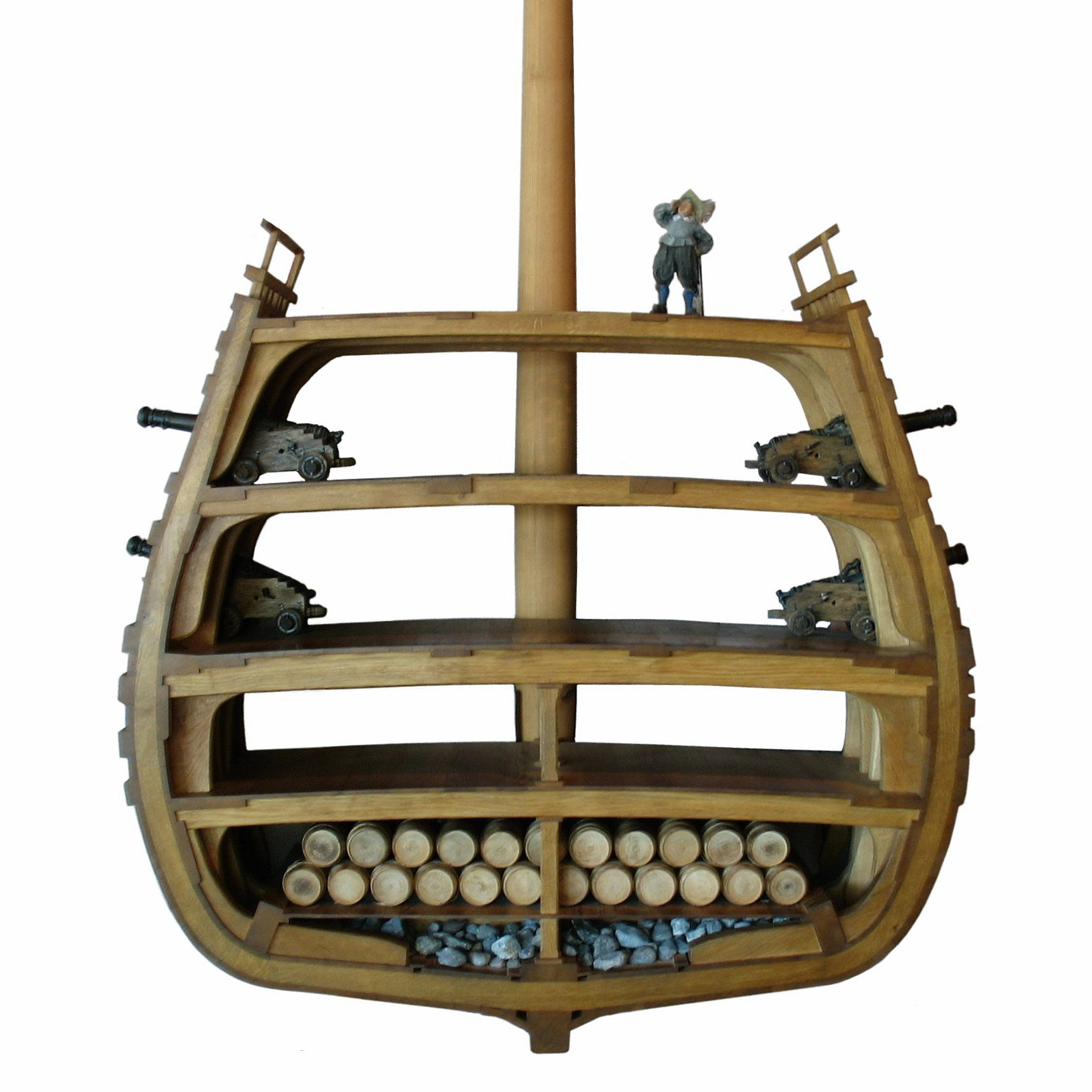
Галеон «Ваза» у перерізі.
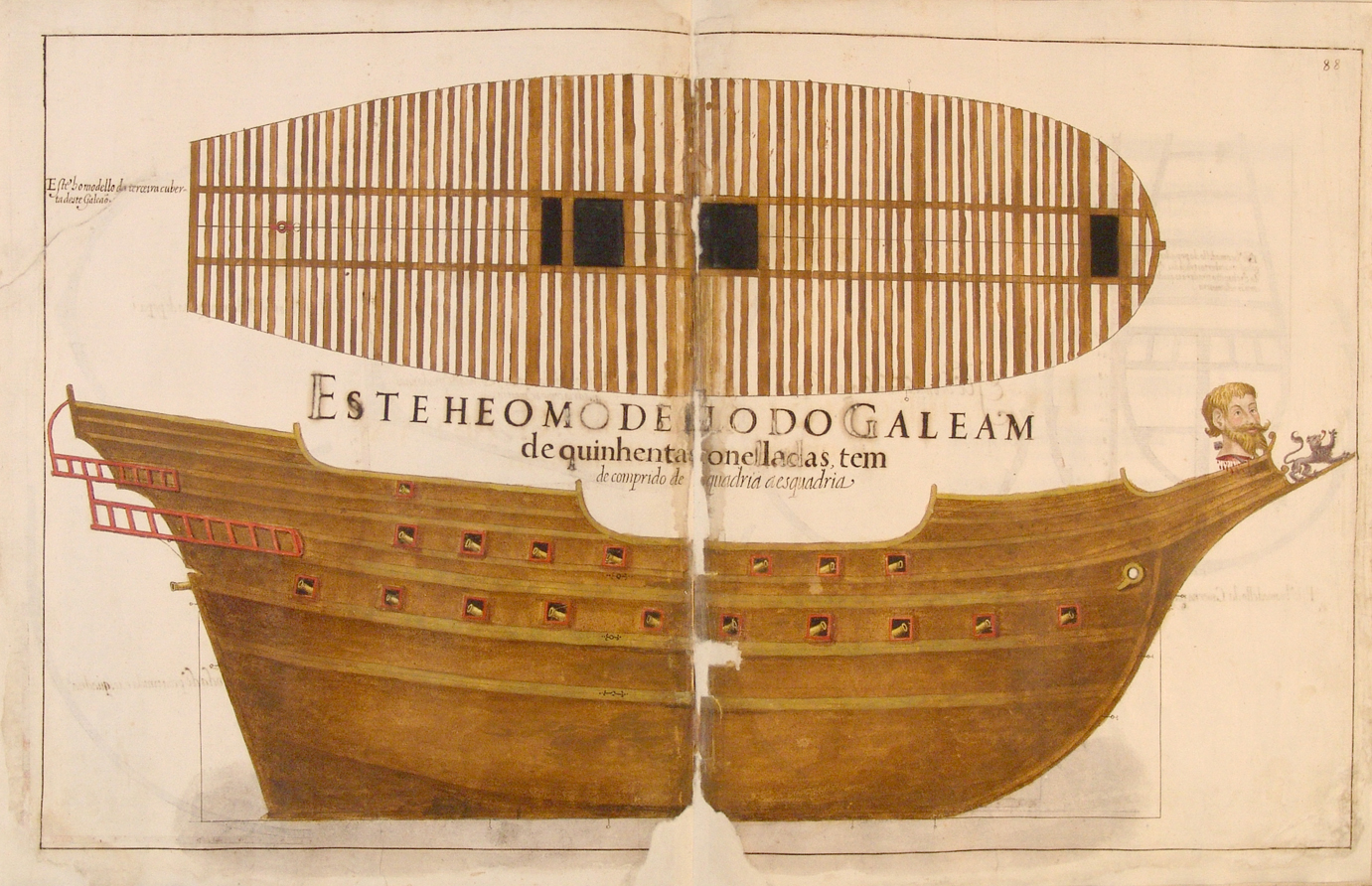

## Види галеонів
Галеони, залежно від водотоннажності, поділялися на три типи. Так водотоннажність найбільшого манільського галеона «Сантісіма Тринідад» сягала до 2000 тонн. Види галеонів:
- до 400 тонн — малі галеони;
- 800 — 1200 тонн — середні;
- від 1200 тонн — великі.

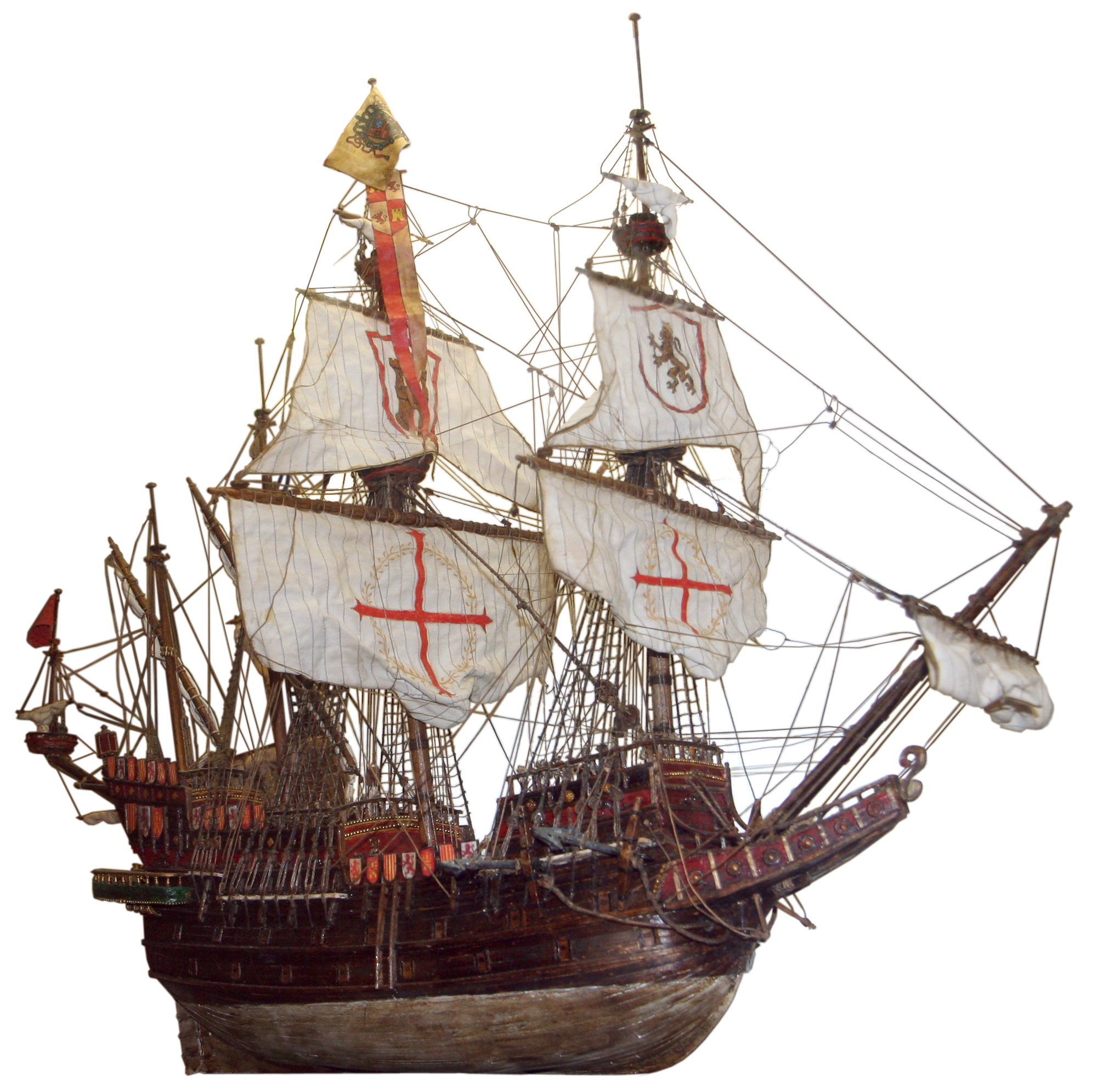
Модель іспанського галеона. Морський історичний музей, Венеція.
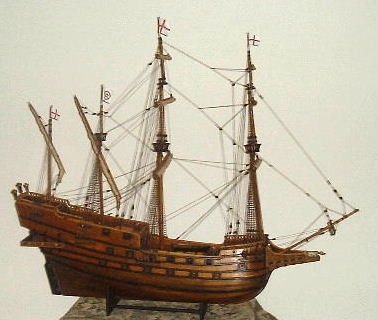
Модель англійського галеона. Морський історичний музей, Венеція.
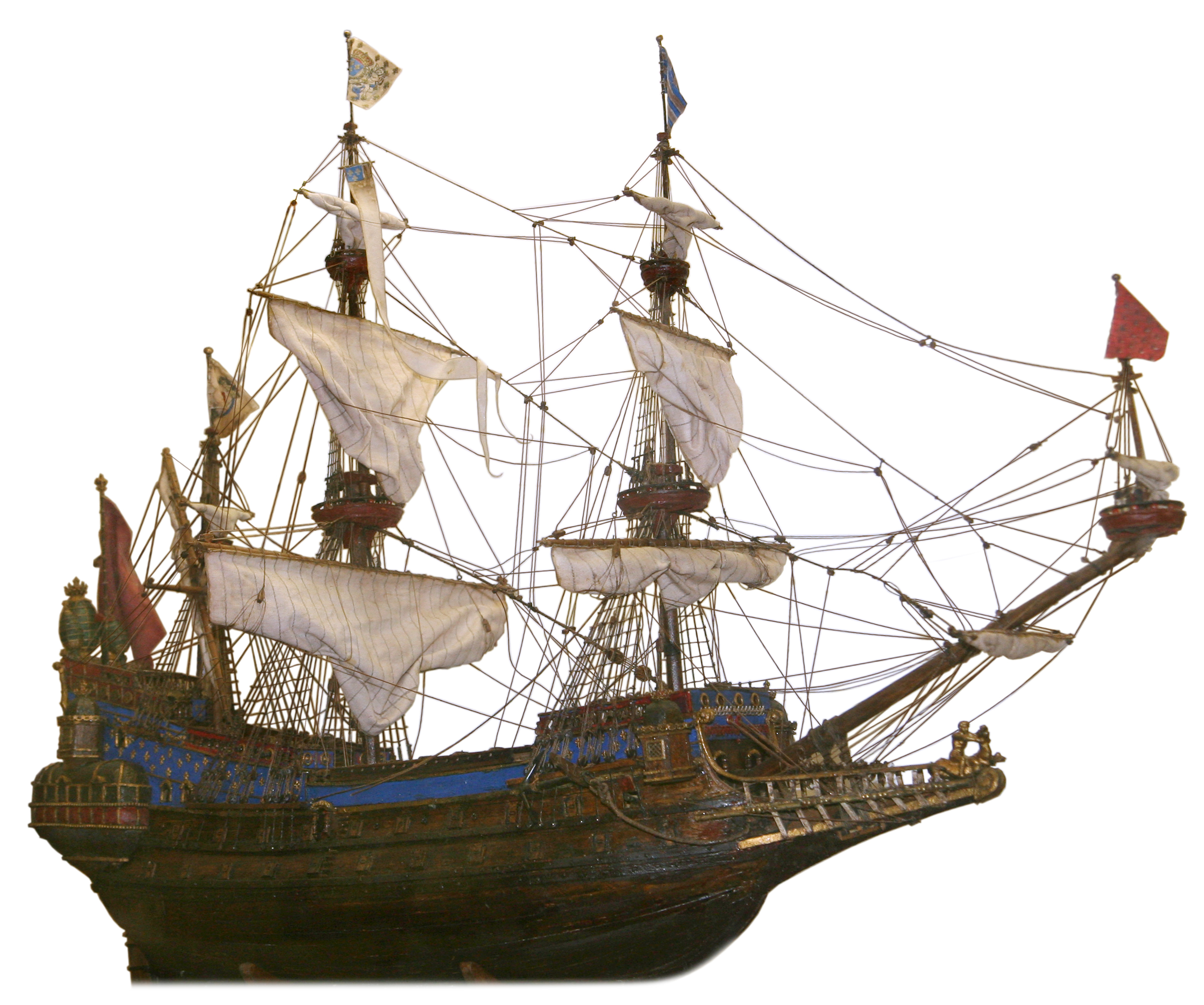
Модель французького галеона. Морський історичний музей, Венеція.
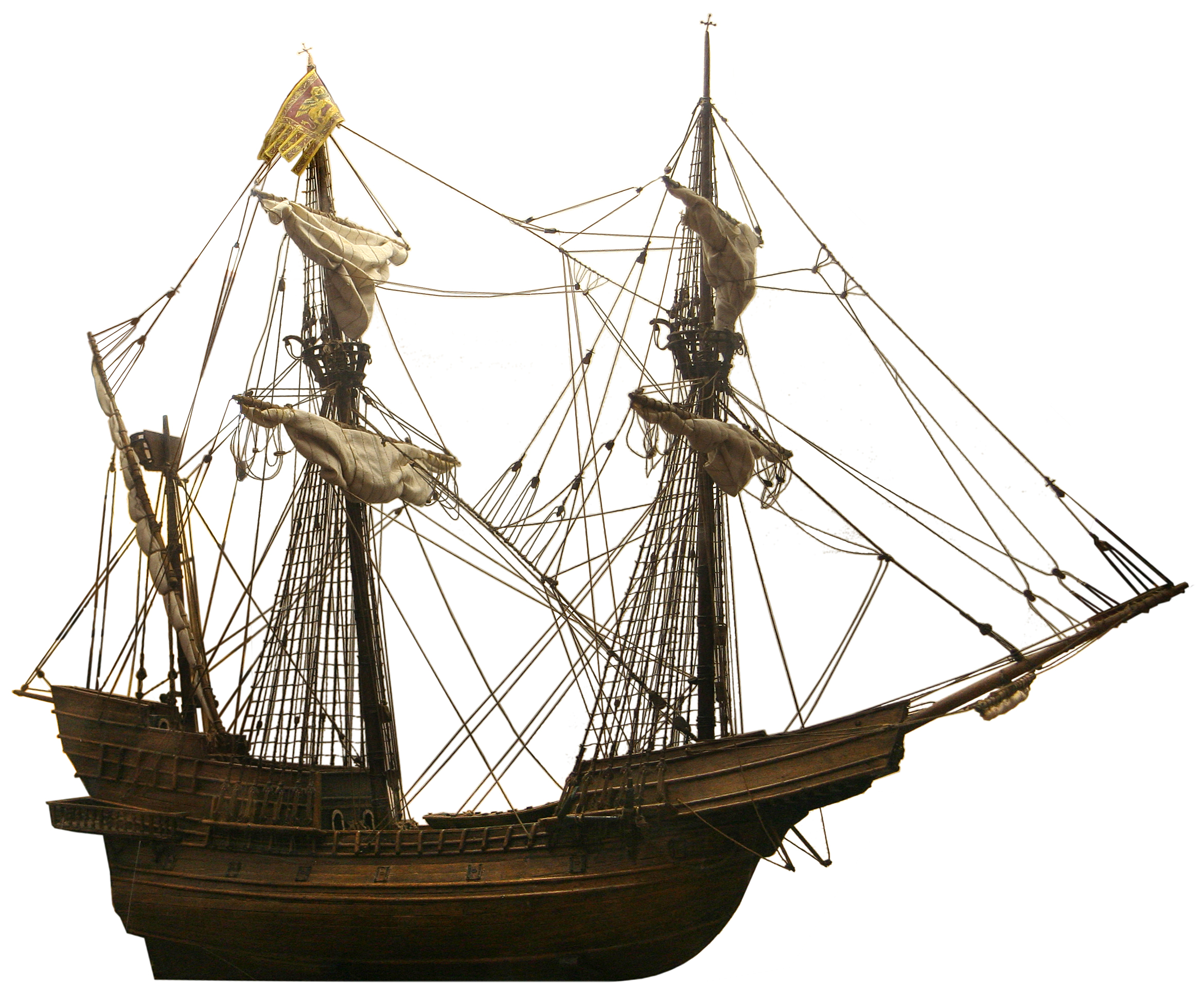
Модель венеційського галеона. Морський історичний музей, Венеція.

## Відомі галеони
- «Святий Іван Хреститель» — найбільший галеон 1530-х рр.
- «Золота лань» — флагманський галеон Френсіса Дрейка, під час його навколосвітньої мандрівки.
- «Святий Мартин» — флагманський галеон Алонсо Переса де Гусмана, командуючого Непереможної Армади.
- «Ваза» — флагманський галеон Королівського військового флоту Швеції.
- «Сім провінцій» — флагманський галеон нідерландського адмірала Міхаеля де Рюйтер.
- «Літаючий олень» — малий галеон військового флоту Речі Посполитої.
- «Нуестра Сеньйора де Аточа» — іспанський галеон, що перевозив значні цінності, та затонув 6 вересня 1622 року біля узбережжя Флориди.

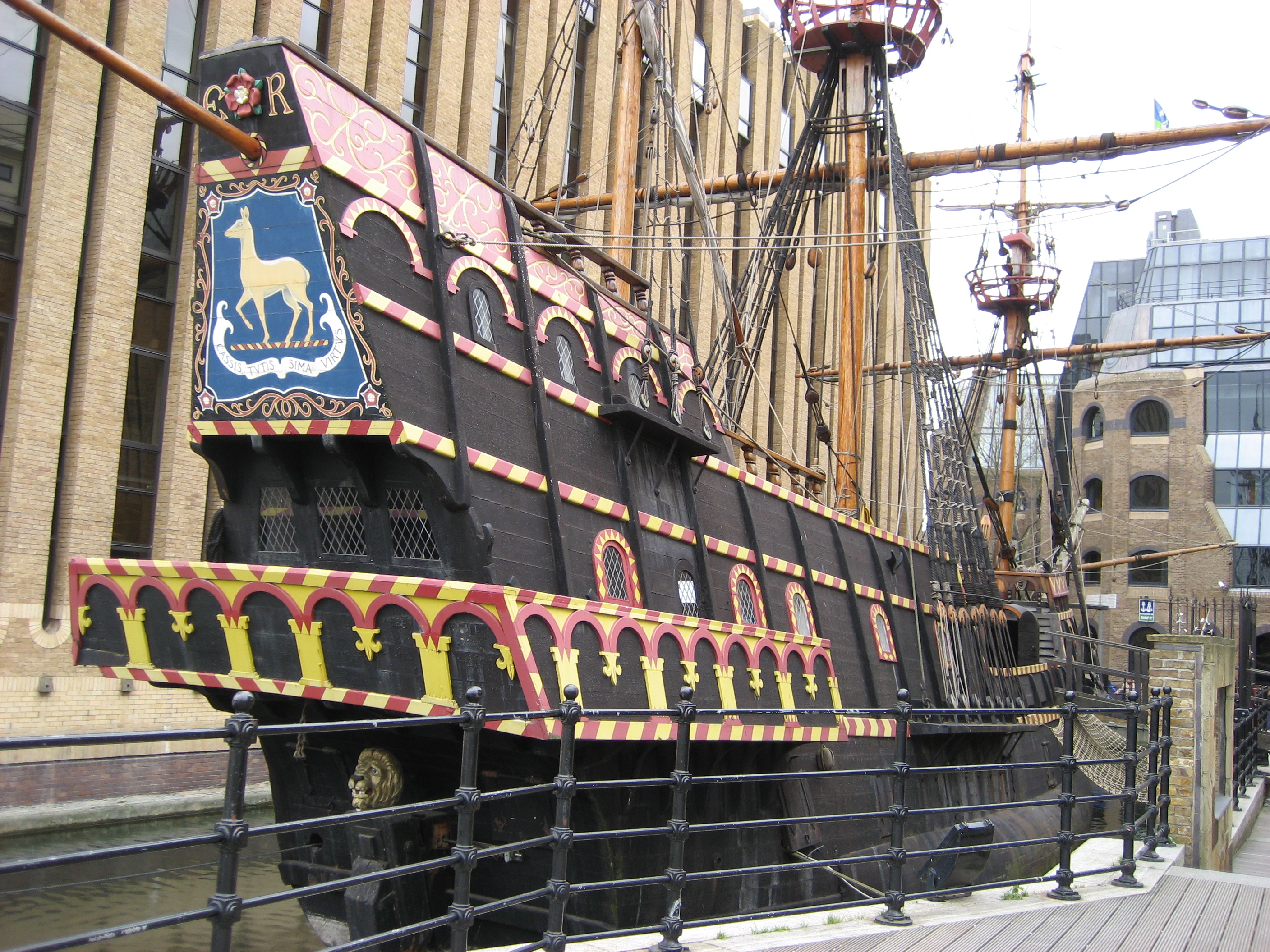
Галеон «Золота лань»
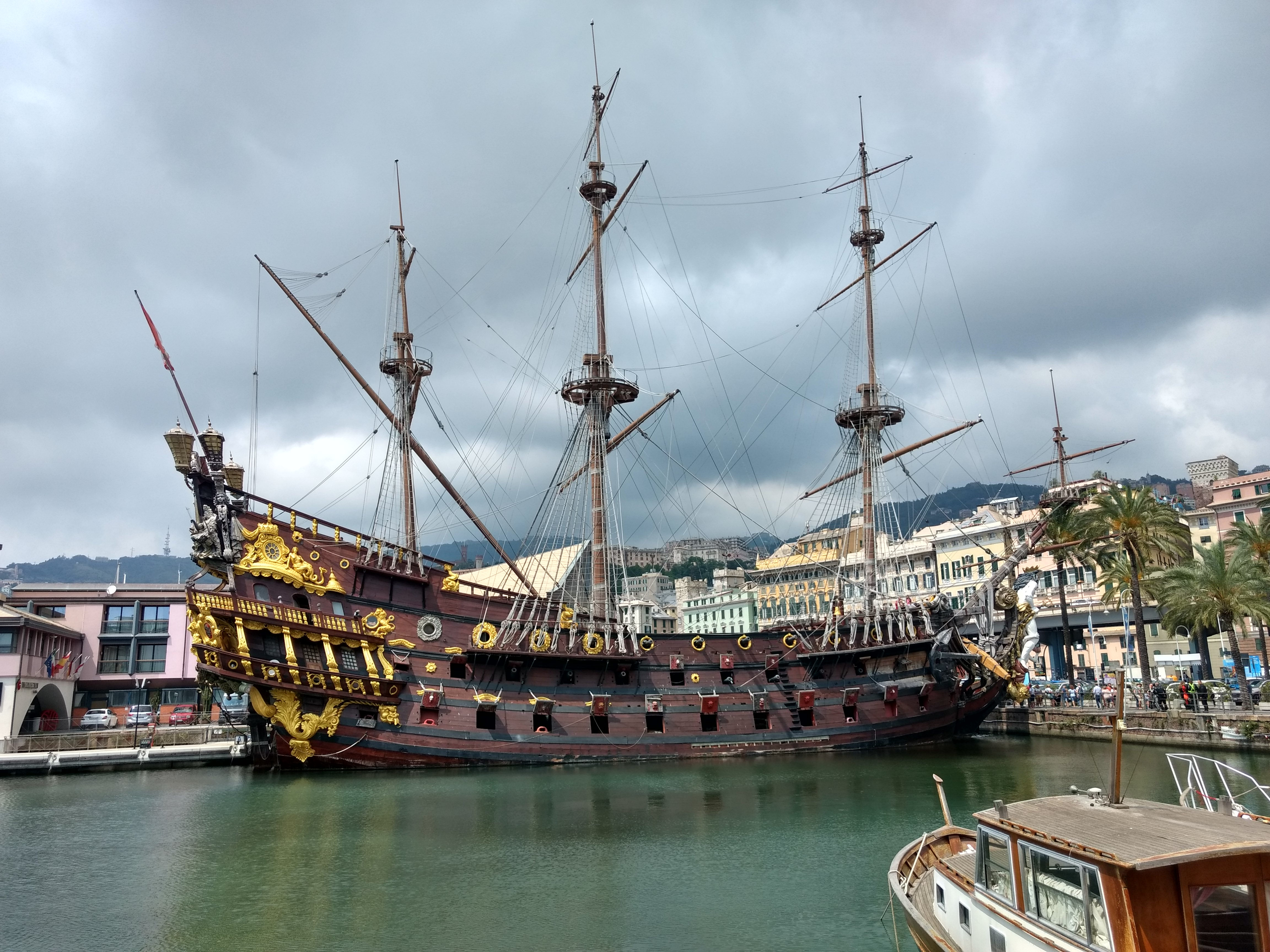
«Нептун», репліка іспанського галеона XVII століття.
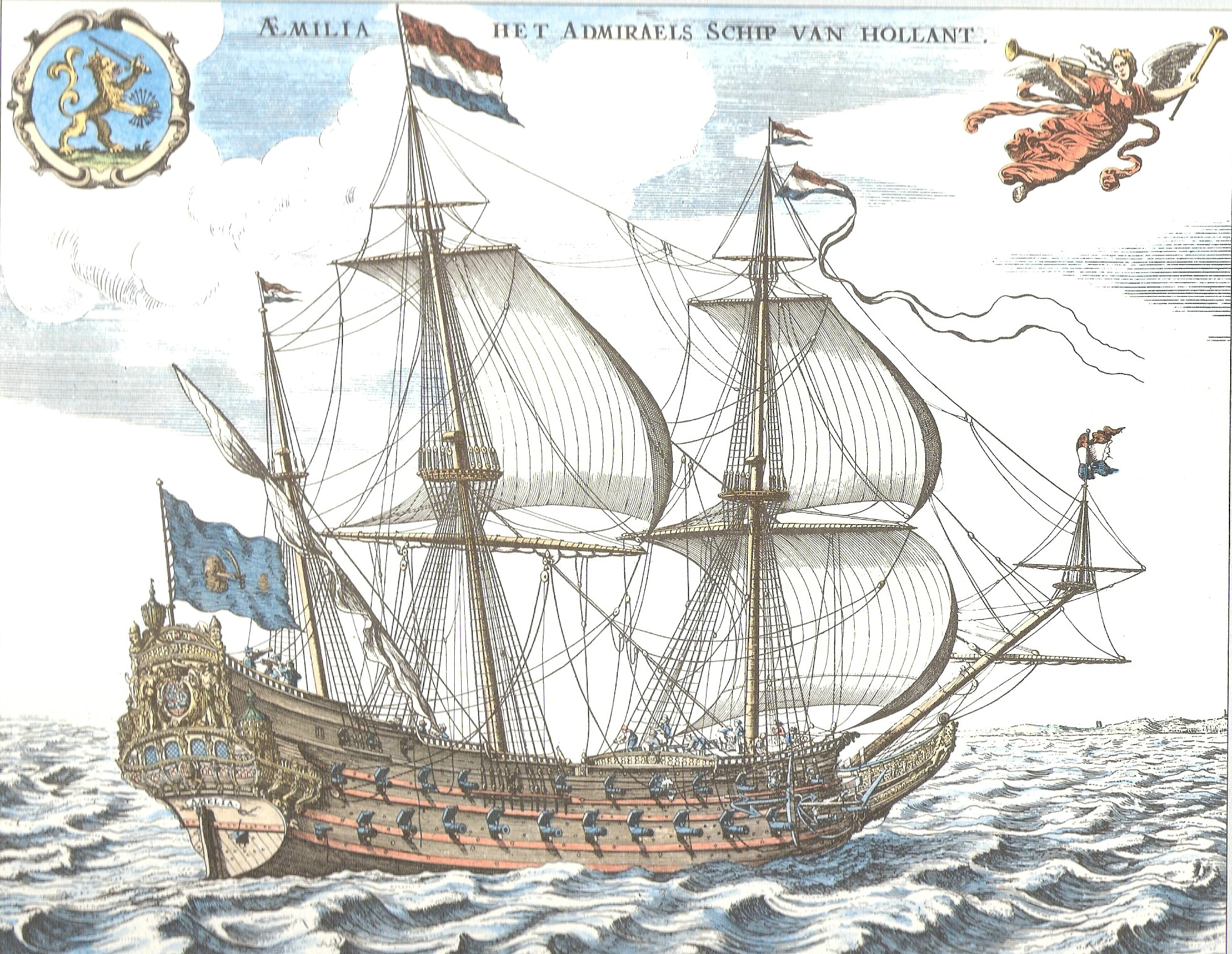
Нідерландський галеон «Амалія».
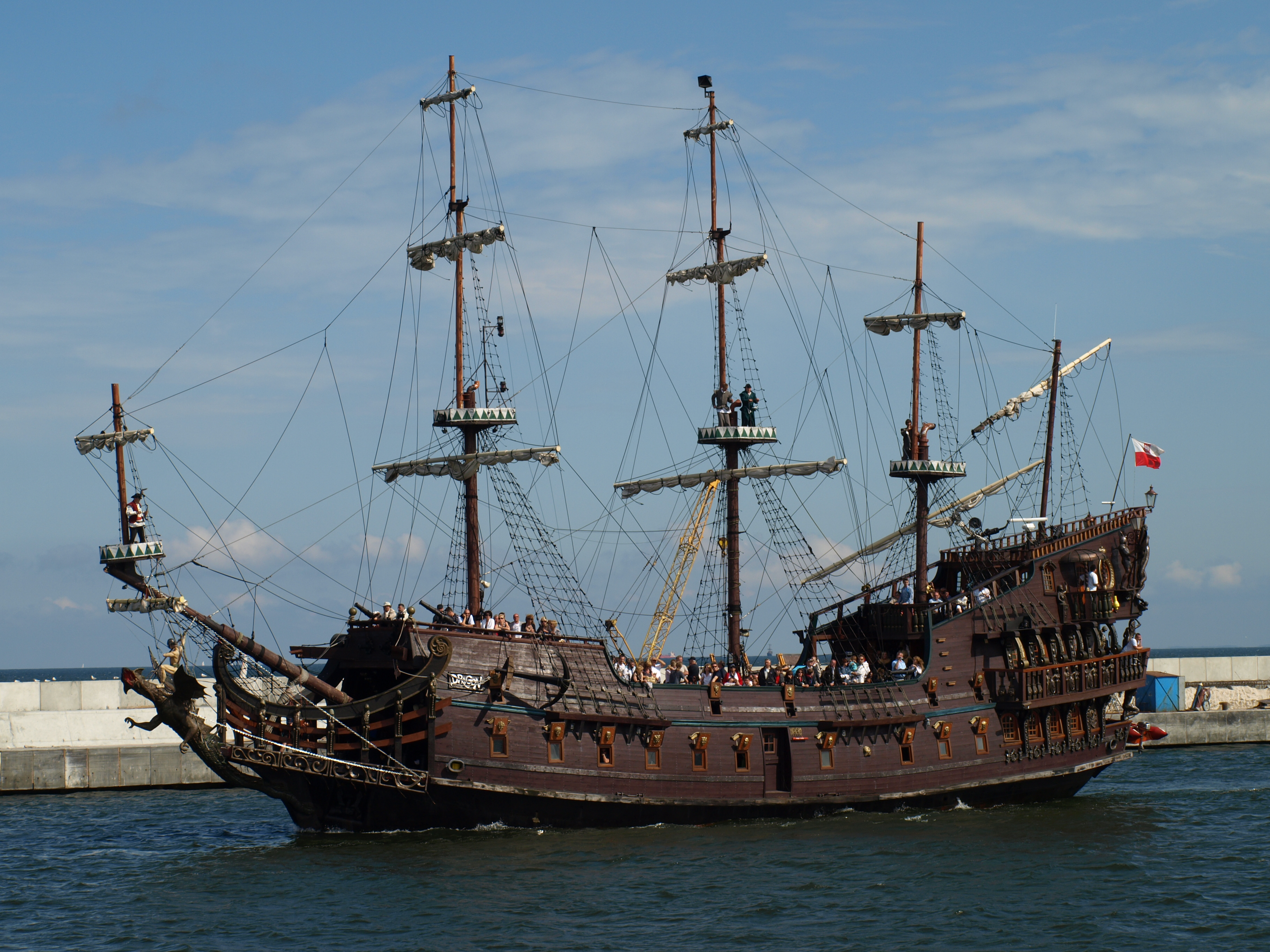
Польська репліка галеона «Драґон» XVII століття.